# Sorosichthys ananassa
Sorosichthys ananassa – gatunek ryby z rodziny gardłoszowatych, jedyny przedstawiciel rodzaju Sorosichthys.